# Haematopinus
Haematopinus – rodzaj wszy należący do rodziny Haematopinidae, pasożytujących na parzystokopytnych i nieparzystokopytnych. Powodujących chorobę zwaną wszawicą.
Gatunki należące do tego rodzaju nie posiadają oczu. Antena składa się z 5 segmentów bez wyraźnego dymorfizmu płciowego. Wszystkie 3 pary nóg podobnych rozmiarów oraz podobnego kształtu.
Haematopinus stanowią rodzaj składający się obecnie z 21 gatunków:
- Haematopinus acuticeps
- Haematopinus apri
- Haematopinus asini – Wesz końska
- Haematopinus breviculus (Fahrenholz, 1939)
- Haematopinus bufali
- Haematopinus channabasavannai (Krishna Rao, Khuddus and Kuppuswamy, 1977)
- Haematopinus eurysternus – Wesz bydlęca
- Haematopinus gorgonis (Werneck, 1952)
- Haematopinus jeannereti (Paulian and Pajot, 1966)
- Haematopinus latus
- Haematopinus longus
- Haematopinus ludwigi (Weisser, 1974)
- Haematopinus meinertzhageni (Werneck, 1952)
- Haematopinus nigricantis (Weisser and Kim, 1972)
- Haematopinus oliveri (Mishra and Singh, 1978)
- Haematopinus oryx (Fiedler and Stampa, 1958)
- Haematopinus phacochoeri
- Haematopinus quadripertusus (Fahrenholz, 1916)
- Haematopinus suis – Wesz świńska
- Haematopinus taurotragi
- Haematopinus tuberculatus